# Here's to the People
Here's to the People è un album in studio del sassofonista jazz statunitense Sonny Rollins, pubblicato nel 1991.

## Tracce
1. Why Was I Born? (Oscar Hammerstein II, Jerome Kern) - 6:36
2. I Wish I Knew (Mack Gordon, Harry Warren) - 7:45
3. Here's to the People (Sonny Rollins) - 7:58
4. Doc Phil (Rollins) - 5:16
5. Someone to Watch Over Me (George Gershwin, Ira Gershwin) - 9:38
6. Young Roy (Rollins) - 6:39
7. Lucky Day (Ray Henderson) - 5:13
8. Long Ago (And Far Away) (Gershwin, Kern) - 5:34

## Formazione
- Sonny Rollins – sassofono tenore
- Clifton Anderson – trombone (tracce 3, 4, 7)
- Roy Hargrove – tromba (2, 6)
- Mark Soskin – piano
- Jerome Harris – chitarra (1, 3-5, 7, 8)
- Bob Cranshaw – basso elettrico
- Jack DeJohnette – batteria (1, 4, 5, 8)
- Steve Jordan – batteria (3, 7)
- Al Foster – batteria (2, 6)